# Houtskär
Houtskär (/huːtʃæːr/) trong tiếng Thụy Điển, hay Houtskari (ˈhoutskɑri) trong tiếng Phần Lan, là một đô thị của Phần Lan.
Vị trí ở tỉnh của Tây Phần Lan thuộc vùng Tây Nam Phần Lan. Đô thị này có dân số 674 (thời điểm ngày 31 tháng 12 năm 2004)và diện tích 121,18 km² (trừ phần mặt biển) trong đó có 0,65 km² là mặt nước nội địa. Mật độ dân số là 5,59 người trên mỗi km².
Đô thị này sử dụng hai ngôn ngữ với đa số dân sử dụng tiếng Thụy Điển và thiểu số nói Tiếng Phần Lan.
Trong cuộc bầu cử năm 2004, Đảng Nhân dân Thụy Điển giành 100% phiếu bầu.